# María Teresa Salisachs
María Teresa Salisachs Rowe (Barcelona, 26 de diciembre de 1931-Barcelona, 16 de septiembre de 2000) fue una socialite española. Es conocida por haber sido esposa de Juan Antonio Samaranch, quien entre 1980 y 2001 fue presidente del Comité Olímpico Internacional.

## Biografía
Hija de padre español y madre inglesa, era la mayor de cuatro hermanos. Su tía fue la escritora Mercedes Salisachs.
Cursó dos años de periodismo, carrera que abandonó al contraer matrimonio con Samaranch, pero de todos modos, durante algún tiempo realizó algunos trabajos periodísticos publicados en periódicos de Barcelona como La Vanguardia y Gaceta Ilustrada, pero dejó esta tarea por escasez de tiempo.
Estudió varios idiomas, concretamente catalán, francés, inglés y alemán, los cuales dominaba, y ruso, del que según informes «aprendió algo» durante su estancia en Moscú, cuando su marido era embajador de España ante la Unión Soviética.
En 1980 fue designada la mujer más elegante de Cataluña, y en septiembre de 1995 se le otorgó el premio Joya de Barcelona, instituido por primera vez ese año por Barnajoya para distinguir a uno de sus invitados de honor.
Era considerada una apasionada de la pintura, y poseía una extraordinaria colección de arte, muchas de ellas de pintores catalanes, tales como Salvador Dalí, Isidro Nonell, Modest Cuixart, Antoni Tàpies, y otros.
Salisachs adquirió notoriedad por su intensa vida social, ligada a los cargos de su marido. A pesar de ello, de acuerdo a El País, Salisachs era adversa a la ajetreada vida social que llevaba. «Estoy en pocos actos y en los que voy me horroriza asombrar. Prefiero pasar inadvertida. Acudo a las invitaciones estrictamente necesarias, que ya son muchas», declaró en 1990 a dicho diario. «El importante es mi marido. Si no estuviera casada con Juan Antonio Samaranch, sería una mujer anónima, con lo cual estaría tan encantada como ahora».

## Vida personal y fallecimiento
Contrajo matrimonio con Juan Antonio Samaranch el 1 de diciembre de 1955, con quien tuvo un hijo, Juan Antonio, y una hija, Mon, y durante el período que su marido presidía el Comité Olímpico Internacional (COI), repartía su vida entre Lausana, sede del COI, y Barcelona.
Falleció en Barcelona el 16 de septiembre de 2000, tras padecer de una enfermedad.